# Шмелевидка Штаудингера
Шмелевидка Штаудингера (лат. Hemaris staudingeri) — вид бабочек рода шмелевидки из семейства Бражники.

## Описание
Размах крыльев около 4 см. Передняя половина брюшка почти чёрная, контрастируя с более светлой (коричневой) задней частью. Внешне напоминают шмелей (брюшко сверху пушистое, усики веретеновидные). Пьют нектар не садясь на цветки, а зависают возле них в воздухе. В китайских популяциях отмечено два поколения. Имаго летают с апреля по август. Гусеницы питаются на растениях родов жимолость (Lonicera).

## Распространение
Встречается только в Китае в провинциях Шаньси, Аньхой, Хубэй, Сычуань, Хунань, Цзянси, Гуандун, Чжэцзян. Указания этого вида в литературе с территории России относятся к виду Hemaris ottonis.